# Mustafá Setmarian
Mustafa bin Abd al-Qadir Sitt Maryam Nasar (en árabe: مصطفى بن عبد القادر ست مريم نصار‎; Alepo, octubre de 1958) es un terrorista sirio sospechoso de pertenecer a Al Qaeda. Ha escrito asimismo varios libros. Obtuvo la nacionalidad española desde que en los 80 se casara con una española.
Se le ha considerado el más sofisticado exponente de las técnicas de la yihad moderna.

Diversas informaciones apuntan a que fue capturado en Quetta (Pakistán) a finales de 2005, aunque se desconoce exactamente dónde y cuándo. Fue capturado por los pakistaníes y transferido a autoridades estadounidenses aproximadamente un mes después. No se encontraba entre los 14 sospechosos de máxima peligrosidad transferidos al penal de Guantánamo a finales de 2006, de modo que se supone que Naser fue trasferido a las autoridades de Siria, donde estaba en busca y captura. Se le busca en España por el atentado con bomba en el Restaurante El Descanso en 1985 y como testigo relacionado con los atentados del 11 de marzo de 2004 con bombas en trenes de cercanías de Madrid.
Los medios británicos atribuían a Setmarian haber planeado los atentados del 7 de julio de 2005 en el metro de Londres, si bien posteriores investigaciones no han aportado ninguna prueba de su papel en los mismos.[cita requerida]

## Vida
Setmarian es pelirrojo, de ojos verdes y tez clara. Nació y creció en Alepo (Siria), y estudió 4 años en el departamento de ingeniería mecánica de la Universidad de Alepo. En 1980 ingresa en la organización islamista Vanguardia Combatiente, rama siria de los Hermanos Musulmanes. Esta organización fue la punta de lanza del levantamiento armado contra Hafez Al Assad. Naser tuvo que abandonar Siria a finales de 1980 e ingresó en los Hermanos musulmanes en el exilio, recibiendo entrenamiento en sus bases y refugio seguro en Irak y Jordania. Se cree que participó en el levantamiento de la ciudad siria de Hama en 1982. Emigró a Francia y posteriormente a España a mediados de los años 80 del siglo XX.
En 1987, Setmarian y un pequeño grupo de sirios abandonaron España para dirigirse a Peshawar (Pakistán), donde se reunieron con Abdallah Azzam, el padrino del movimiento árabe afgano. Setmarian Naser fue reclutado como entrenador militar en los campos de yihadistas árabes, y también luchó en el frente contra la Unión Soviética en Afganistán y el régimen comunista títere de Kabul después de la retirada soviética en 1988.
Setmarian conoció a Osama bin Laden en Peshawar y se cree que ha sido amigo íntimo y colaborador suyo hasta aproximadamente 1991, momento en que Setmarian vuelve a España. En Peshawar Naser alcanzó fama bajo el seudónimo literario Omar Abdelhakem (Umar Abd al-Hakim) después de publicar en mayo de 1991 un ensayo de 900 páginas titulado La Revolución Yihadista e Islámica en Siria, también conocido como La experiencia siria (التجربة السورية). Esta obra fue un ataque directo a los Hermanos Musulmanes y constituyó en su día una parte del legado fundacional de Al Qaeda y otros grupos yihadistas durante los años 90 del siglo XX.
Entre 1985 y 1995 Setmarian Naser se estableció su residencia en España, a pesar de lo cual viajó constantemente y pasó mucho tiempo en Afganistán. Se casó con la española Elena Moreno en 1987, lo que le dio la nacionalidad española. Moreno se convirtió al islam y tuvieron cuatro hijos.
Entre sus colaboradores destacan Imad Eddin Yarkas alias Abu Dahdah, cabeza de la célula de Al Qaeda en Madrid, que fue arrestado en noviembre de 2001 como sospechoso de pertenecer a Al Qaeda y estar relacionado con los ataques del 11 de septiembre de 2001 en los Estados Unidos. Dahdah fue posteriormente absuelto del primer cargo.
Setmarian se mudó a Londres en 1994, y trajo a su familia a lo largo del año siguiente. Se cree que abandonó debido a las sospechas de su implicación en los atentados de 1995 en Francia. Durante un tiempo Setmarian publicó la revista Al-Ansar, la más importante publicación yihadista por aquel entonces, claramente vinculada al Grupo Islámico Armado argelino. Mustafá abandonó la publicación en 1996 en parte debido a desacuerdos con la nueva dirección del GIA en Argelia debido a una disputa con el editor jefe Umar Mahmud Uthman Abu Umar, también conocido como Abu Qatada al-Filastini. Este último es visto como el principal líder religioso de Al Qaeda en Europa.
En 1997, Setmarian fundó una compañía de medios de comunicación llamada Islamic Conflict Studies Bureau junto a Mohamed Bahaiah. A través de esta agencia de prensa facilitó exclusivas relacionadas con el yihadismo, en particular la famosa entrevista de a Bin Laden por el periodista Peter Bergen para la CNN en marzo de 1997.
En el otoño de 1997 Setmarian cambió Londres por Afganistán, trabajando inicialmente como profesor e instructor en campos de voluntarios árabes en Afganistán y regentando pensiones sospechosas de cobijar yihadistas en dicho país. Se trasladó allí con su familia en 1998. En 1999 fundó una agencia de prensa e investigación islámica en Kabul y en 2000 se le autorizó a abrir su propio campo de instrucción de yihadistas, el campo de entrenamiento de Al Ghuraba, ubicado en Kargha, cerca de Kabul. El campo de Setmarian dependía formalmente del ministerio de defensa afgano controlado por los talibanes. Estaba separado de la organización de Al Qaeda, de la que se había distanciado en 1998. En una carta de siete páginas escrita a mediados de 1998, Setmarian criticó duramente a Bin Laden por el desprecio que Al-Qaida había mostrado respecto del gobierno de los Talibanes en Afghnistán, incluido el Mulá Omar. Es también muy crítico con sus estrategias, especialmente con los ataques a las embajadas de EE. UU. en África oriental, y el ataque del 11 de septiembre a las torres gemelas, de que dice que puso un fin catastrófico a la causa de la Yihad
Debido a sus numerosos escritos sobre temas de actualidad política y estratégica y su experiencia en la guerra de guerrillas, Setmarian fue un profesor con éxito y obtuvo reconocimiento como asesor no oficial de diversos grupos yihadistas en Afganistán. Permaneció sin embargo como un independiente dentro de la organización. Aunque algunas informaciones le han vinculado a Abu Musab al-Zarqawi (que posteriormente lideraría Al Qaeda en Irak) su red de contactos era mucho más amplia, incluyendo organizaciones yihadistas de Marruecos, Argelia, Libia, Egipto, Siria, Líbano, el Kurdistán iraquí, Arabia Saudí, Yemen, Uzbekistán, y otros lugares. Según algunos medios, uno de sus asociados, el marroquí Amer Azizi, (Uthman al-Andalusi), se habría reunido presuntamente con los organizadores del 11 de septiembre Mohamed Atta y Ramzi bin al-Shibh en Tarragona (España) semanas antes de los ataques, pero esto no está confirmado.
La obra más conocida de Setmarian es un libro de 1600 páginas titulado Llamada a la resistencia islámica global (دعوة المقاومة الإسلامية العالمية) que apareció en Internet en a finales de 2004. Según Lawrence Wright el autor 

'propone que la próxima fase de la yihad sea el terrorismo diseñado y ejecutado por individuos o pequeños grupos autónomos (lo que él denomina 'resistencia sin líderes') que desmoralicen al enemigo y preparen el terreno para el objetivo mucho más ambicioso de librar batallas en `frentes abiertos' .... `sin confrontaciones sobre el terreno y sin controlar el territorio no se puede establecer un estado islámico, que es el fin estratégico de la resistencia.'

La ocupación estadounidense de Irak dio paso a un nuevo período histórico dando argumentos casi por sí sola al movimiento yihadista justo cuando sus críticos pensaban que estaba acabado.
En septiembre de 2003 el magistrado español Baltasar Garzón acusó a 35 integrantes de la célula de Al Qaeda en Madrid por su papel en los ataques del 11 de septiembre. Setmarian estaba entre ellos. En noviembre de 2004 el Departamento de Estado de los EE. UU. incluyó a Setmarian entre el grupo de terroristas más buscados y ofreció una recompensa de 5 millones de dólares a quien diese informaciones fiables acerca de su paradero.
Numerosas informaciones hablan de que Setmarian fue uno de los prisioneros fantasma detenidos en la isla de Diego García.

### Supuesto encargado de una pensión en Kabul
El 19 de enero de 2009, el interrogador del FBI Robert Fuller, testificó durante una audiencia ante un comisionado militar canadiense en Guantánamo que el sospechoso Omar Khadr confesó en octubre de 2002 haber pasado unos días en una pensión regentada por sirios en Kabul cuyo encargado era "Abu Musab al-Suri".
Fuller afirmó haber oído a Khadr vio asimismo al yihadista canadiense Maher Arar en esta pensión.

### España pide información sobre su paradero
Baltasar Garzón pidió el 14 de abril de 2009 información a diversos países sobre su localización.
Daniel Woolls, reportero de Associated Press, informó de que Garzón se dirigió a las autoridades del Reino Unido, Estados Unidos, Pakistán, Siria y Afganistán.
El informe declaró que funcionarios estadounidenses habían confirmado que Setmarian fue detenido en Quetta (Pakistán) en noviembre de 2005.
El diario El País relacionó el requerimiento de Garzón con la intención declarada por Barack Obama de cerrar la prisión militar de Guantánamo así como los cárceles secretas establecidas por la CIA en Europa serían cerradas.

### Supuesta publicación de un artículo enInspire
En junio de 2010 diversos medios informaron de la publicación del primer número de Inspire, el boletín de Al Qaeda en la Península arábiga en inglés.
En él había un artículo publicado bajo el nombre de Abu Mu'sab al-Suri junto a la foto de Setmarian.
Este artículo se titulaba: "Las experiencias yihadistas: escuelas de yihad".